# Carreira (Barcelos)
Carreira é uma povoação portuguesa do Município de Barcelos que foi sede da extinta Freguesia de Carreira, freguesia que tinha 3,24 km² de área e 1 451 habitantes (2011), e, por isso, uma densidade populacional de 447,8 hab/km².
A Freguesia de Carreira foi extinta em 2013, no âmbito de uma reforma administrativa nacional, tendo sido agregada à Freguesia de Fonte Coberta, para formar uma nova freguesia denominada União das Freguesias de Carreira e Fonte Coberta, territorialmente contínua, da qual é sede.
A Freguesia de Carreira era uma das poucas freguesias portuguesas territorialmente descontínuas, consistindo em duas partes de extensão muito diferente: a parte principal (concentrando 90% do território da freguesia) e um pequeno exclave a oeste, ao longo da linha do comboio, separado do corpo principal pela antiga freguesia da Fonte Coberta.
Deve o seu nome à travessia secundária existente, entre Porto e Braga, que levava peregrinos a Santiago de Compostela. O "caminho" que passava pela freguesia seguia um itinerário por outras freguesias de Barcelos (Santa Eugénia de Rio Covo, Várzea (Barcelos) e Manhente).

## População

Antigas freguesias que deram origem à União das Freguesias de Carreira e Fonte Coberta (Barcelos).

| População da freguesia de Carreira (1864 – 2011) | População da freguesia de Carreira (1864 – 2011) | População da freguesia de Carreira (1864 – 2011) | População da freguesia de Carreira (1864 – 2011) | População da freguesia de Carreira (1864 – 2011) | População da freguesia de Carreira (1864 – 2011) | População da freguesia de Carreira (1864 – 2011) | População da freguesia de Carreira (1864 – 2011) | População da freguesia de Carreira (1864 – 2011) | População da freguesia de Carreira (1864 – 2011) | População da freguesia de Carreira (1864 – 2011) | População da freguesia de Carreira (1864 – 2011) | População da freguesia de Carreira (1864 – 2011) | População da freguesia de Carreira (1864 – 2011) | População da freguesia de Carreira (1864 – 2011) |
| ------------------------------------------------ | ------------------------------------------------ | ------------------------------------------------ | ------------------------------------------------ | ------------------------------------------------ | ------------------------------------------------ | ------------------------------------------------ | ------------------------------------------------ | ------------------------------------------------ | ------------------------------------------------ | ------------------------------------------------ | ------------------------------------------------ | ------------------------------------------------ | ------------------------------------------------ | ------------------------------------------------ |
| 1864                                             | 1878                                             | 1890                                             | 1900                                             | 1911                                             | 1920                                             | 1930                                             | 1940                                             | 1950                                             | 1960                                             | 1970                                             | 1981                                             | 1991                                             | 2001                                             | 2011                                             |
| 563                                              | 617                                              | 558                                              | 545                                              | 664                                              | 656                                              | 730                                              | 881                                              | 1 011                                            | 1 079                                            | 1 119                                            | 1 439                                            | 1 541                                            | 1 584                                            | 1 451                                            |

## Bordado de Crivo de São Miguel da Carreira

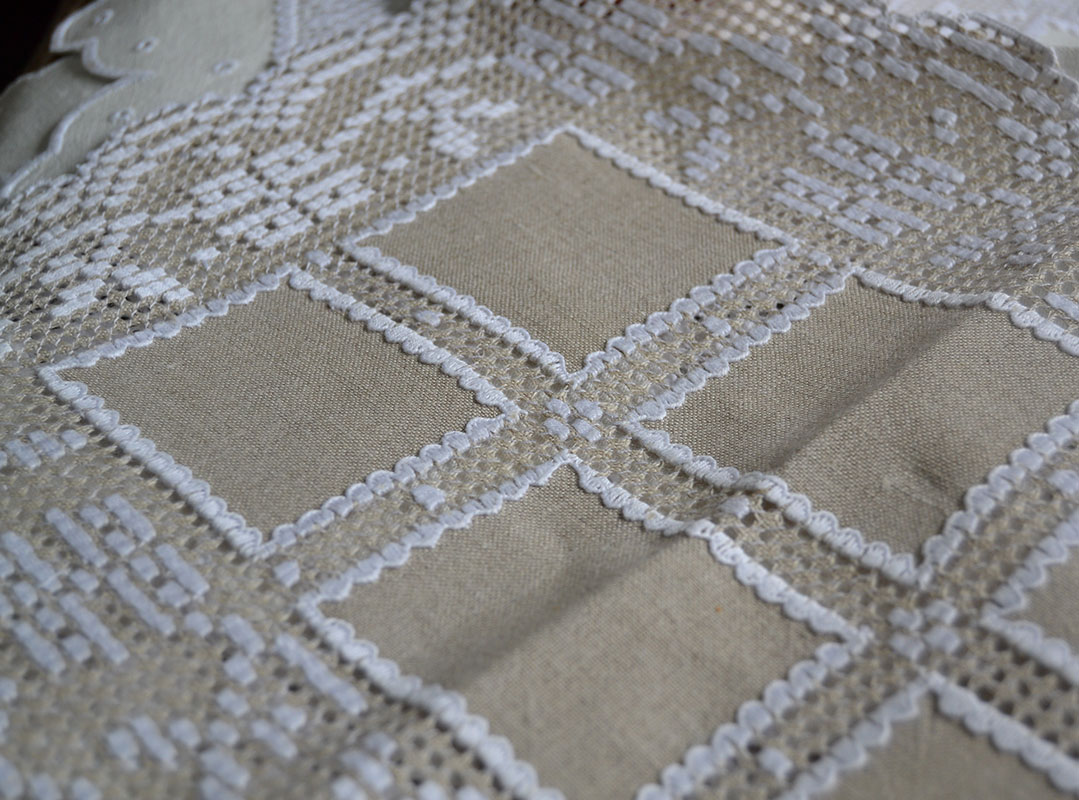

A “Arte de Bordar o Crivo em São Miguel da Carreira” faz desde 2023, parte Inventário Nacional do Património Cultural Imaterial.
O bordado de crivo é uma arte têxtil com particular expressão no sudeste do concelho de Barcelos, sobretudo na freguesia de São Miguel da Carreira, sendo historicamente tributária dos antigos linhares que pontuavam os campos desta região, já que são de linho os panos sobre o qual é executado o crivo.
Tradicionalmente, o bordado de crivo de São Miguel da Carreira é muito utilizado no têxtil para o lar, assim como em contexto religioso na decoração de toalhas de altar ou de batizado. Mais recentemente, têm-se tentado novas abordagens ao aplicar o bordado de crivo em peças de vestuário.
No entanto, a situação do bordado de crivo é bastante frágil, dada diminuição do número de pessoas dedicadas a esta produção. Em 2023, apenas quatro bordadeiras de três unidades produtivas artesanais certificadas dominam todas as fases de produção do bordado de crivo.
Para inverter esta situação, a Câmara de Barcelos decidiu avançar para o processo de inscrição da “Arte de Bordar o Crivo em São Miguel da Carreira” no Inventário Nacional do Património Cultural Imaterial, contribuindo assim para o estudo e registo desta prática e para a implementação de medidas de salvaguarda que garantam a sua viabilidade futura.